# Високе Дуже
Високе Дуже (пол. Wysokie Duże) — село в Польщі, у гміні Стависьки Кольненського повіту Підляського воєводства.
Населення — 61 особа (2011).
У 1975-1998 роках село належало до Ломжинського воєводства.

## Демографія
Демографічна структура станом на 31 березня 2011 року:
|          | Загалом | Допрацездатний вік | Працездатний вік | Постпрацездатний вік |
| -------- | ------- | ------------------ | ---------------- | -------------------- |
| Чоловіки | 35      | 8                  | 22               | 5                    |
| Жінки    | 26      | 5                  | 15               | 6                    |
| Разом    | 61      | 13                 | 37               | 11                   |